# Rannja Sorja
Rannja Sorja (ukrainisch Рання Зоря; russisch Ранняя Зоря Rannjaja Sorja) ist ein in der Oblast Luhansk gelegenes Dorf im äußersten Osten der Ukraine an der Grenze zur russischen Oblast Rostow.
Das Dorf liegt im Rajon Milowe, etwa 18 Kilometer südöstlich der ehemaligen Rajonshauptstadt Milowe. Er wird im Nordosten und Osten von der Eisenbahnstrecke Woronesch–Rostow der Russischen Eisenbahnen umschlossen, die zugleich die Grenze zu Russland darstellt. Der Ort stellt den östlichsten bewohnten Punkt der Ukraine dar. Von hier bis zur westlichsten Gemeinde Solomonowo sind es etwa 1500 km.
Rannja Sorja wurde zu sowjetischen Zeiten 1920 als Beresowo-Jarsk (Березово-Ярськ) gegründet und erhielt 1928 den Namen Tscherwona Sirka (ukrainisch Червона Зірка, übersetzt „Roter Stern“; russisch Червоная Зирка/Tscherwonaja Sirka). Im Rahmen der Dekommunisierung in der Ukraine wurde das Dorf durch Beschluss der Werchowna Rada vom 17. März 2016 in Rannja Sorja (sinngemäß „Morgenstern“) umbenannt.
Am 12. Juni 2020 wurde das Dorf ein Teil der neugegründeten Siedlungsgemeinde Milowe, bis war es ein Teil der Landratsgemeinde Welykozk im Osten des Rajons Milowe.
Seit dem 17. Juli 2020 ist sie ein Teil des Rajons Starobilsk.